# Drażniew (gromada)
Drażniew – dawna gromada, czyli najmniejsza jednostka podziału terytorialnego Polskiej Rzeczypospolitej Ludowej w latach 1954–1972.
Gromady, z gromadzkimi radami narodowymi (GRN) jako organami władzy najniższego stopnia na wsi, funkcjonowały od reformy reorganizującej administrację wiejską przeprowadzonej jesienią 1954 do momentu ich zniesienia z dniem 1 stycznia 1973, tym samym wypierając organizację gminną w latach 1954–1972.
Gromadę Drażniew z siedzibą GRN w Drażniewie utworzono – jako jedną z 8759 gromad na terenie Polski – w powiecie sokołowskim w woj. warszawskim, na mocy uchwały nr VI/10/21/54 WRN w Warszawie z dnia 5 października 1954. W skład jednostki weszły obszary dotychczasowych gromad Drażniew, Góry, Ruda Instytutowa i Tokary ze zniesionej gminy Korczew w tymże powiecie. Dla gromady ustalono 15 członków gromadzkiej rady narodowej.
1 stycznia 1956 gromada weszła w skład nowo utworzonego powiatu łosickiego w tymże województwie.
31 grudnia 1959 z gromady Drażniew wyłączono wsie Ruda Instytutowa i Tokary, włączając je do gromady Rusków w tymże powiecie, po czym gromadę Drażniew zniesiono a jej (pozostały) obszar włączono do gromady Korczew tamże.